# Jennifer Cesar
Jennifer Mariana Cesar Salazar (nascida em 16 de maio de 1989) é uma ciclista venezuelana. Competiu nos Jogos Pan-Americanos de 2015.